# Eva Eschenbach
Eva Carola Eschenbach-Dreyer (* 20. Juni 1908 in Köln; † 13. Dezember 1990) war eine deutsche Opernsängerin im Fach des lyrischen Sopran sowie eine Schauspielerin, deren künstlerischer Schwerpunkt auf der Bühne lag.

## Leben
Eva Eschenbach absolvierte ein Gesangsstudium an der Akademie für Kirchen- und Schulmusik ihrer Heimatstadt. Ihr Bühnendebüt gab sie als „Margiana“ in Gioachino Rossinis Barbier von Sevilla 1935 in Ratibor. Es folgten Engagements in Berlin, am Staatstheater Oldenburg, in Kattowitz, Halle sowie am Theater Central Bonn und am Theater der Jugend Bonn. Als Opernsängerin sang sie im dramatischen Koloraturfach. Sie interpretierte die „Desdemona“ in Othello 1935 in Ratibor, die „Rosine“ im Barbier von Sevilla 1936 in Berlin, die „Marie“ in Bedřich Smetanas verkaufter Braut 1937 in Oldenburg, die „Agathe“ in Carl Maria von Webers Freischütz 1938 in Oldenburg, die „Königin der Nacht“ in Wolfgang Amadeus Mozarts kleiner Zauberflöte 1942 in Bonn sowie die „Lenore“ in Giuseppe Verdis Troubadour 1943 in Bonn.
In den 1950er-Jahren trat Eschenbach als Sopran bei zahlreichen Konzerten der Bonner Bach-Gemeinschaft auf.
Erst ab 1971 übernahm Eschenbach auch Schauspielrollen in Bühnen-, Film- und Fernsehproduktionen. Im Theater spielte sie die Mutter in Albert Camus’ Missverständnis, die „Winnie“ in Samuel Becketts Glückliche Tage sowie die Mutter in Muellers Stille Nacht. Im Kino war sie in Vojtěch Jasnýs Verfilmung von Heinrich Bölls Ansichten eines Clowns zu sehen.
Darüber hinaus wirkte Eva Eschenbach ab 1928 bei verschiedenen Hörfunkprogrammen des Berliner Senders, der Sender Königsberg und Breslau sowie zwischen 1947 und 1949 beim Südwestfunk Baden-Baden mit.

## Filmografie
- 1975: Ansichten eines Clowns
- 1978: Die Anstalt